# Obsidian Kingdom
Obsidian Kingdom – hiszpański zespół wykonujący połączenie gatunków death i black metal, a następnie ekstremalny metal progresywny. Powstał w Barcelonie w 2005.

## Muzycy
| Obecny skład zespołu - Rider G Omega – gitara, śpiew (od 2005) - Ojete Mordaza II – perkusja (od 2010) - Om Rex Orale – gitara basowa (od 2015) - Seerborn Ape Tot – gitara (2015–2016), instrumenty klawiszowe (od 2016) - Eaten Roll I – gitara (od 2016) |  | Byli członkowie zespołu - Fatal Error Pl(a)n – gitara basowa (2005–2011) - Croma Lan Ro – perkusja (2005–2011) - Prozoid Zeta JSI – gitara (2005–2015) - Saten Haz Im Nu – śpiew (2005–2011) - Zer0 Æmeour Íggdrasil – instrumenty klawiszowe, śpiew (2010–2016) - Fleast Race O’Uden – gitara basowa (2011–2015) |

## Dyskografia
- Matter (2007, EP)
- 3:11 (2010, EP)
- Mantiis – An Agony in Fourteen Bites (2012)[3]
- Torn & Burnt – The Mantiis Remixes (2013)
- A Year with No Summer (2016)[4]